# E661
La ruta europea E661 és una carretera que forma part de la Xarxa de carreteres europees. Comença a Balatonkeresztúr (Hongria) i finalitza a Zenica (Bòsnia i Hercegovina). Té una longitud de 449 km. Té una orientació de nord a sud.